# S/S Norrtelje
S/S Norrtelje är ett svenskt passagerarfartyg. Hon byggdes 1900 av W. Lindbergs Varvs- och Verkstads  AB i Stockholm med Ernst Hernberg som konstruktör. Sedan år 1968 ligger hon förtöjd i Norrtälje där hon fungerar som museum och restaurang. Hon kallas även för ”skärgårdsflottans okrönta drottning”. Fartyget ägs och förvaltas av Stiftelsen S/S Norrtelje.

## Historia
Under många år gick hon på traden Stockholm–Furusund–Norrtälje. På 1930-talet gjordes även försök att använda fartyget för militära ändamål, vilket inte föll så väl ut.[förklaring behövs] Hon gick även från Norrtälje till Mariehamn på Åland 1951, och mellan Stockholm och Mariehamn 1952–1961.
På 1960-talet var det nära att fartyget skrotades, men hon  räddades genom ideella krafter. År 2004 blev fartyget k-märkt, samtidigt som man monterade på en ny smalare skorsten som mer överensstämde med den ursprungliga. Fartygets maskin fungerar fortfarande, men eftersom ångpannan är slutbränd, kan den inte brukas då hon flyttas för underhåll.

## Renovering 2023-2024
S/S Norrtelje bogserades i slutet av november 2023 från Norrtälje till Stockholms Reparationsvarv på Beckholmen i Stockholm för en större renovering, som beräknas bli klar under första kvartalet 2024. Fartygets 123 år gamla bottenplåtar kommer att bytas ut. En stor del av renoveringskostnaden på cirka tolv miljoner kronor täcks av donationer från allmänheten.

## Bilder

Vykort från 1901 som föreställer Norrtelje på Stockholms ström framför slottet.
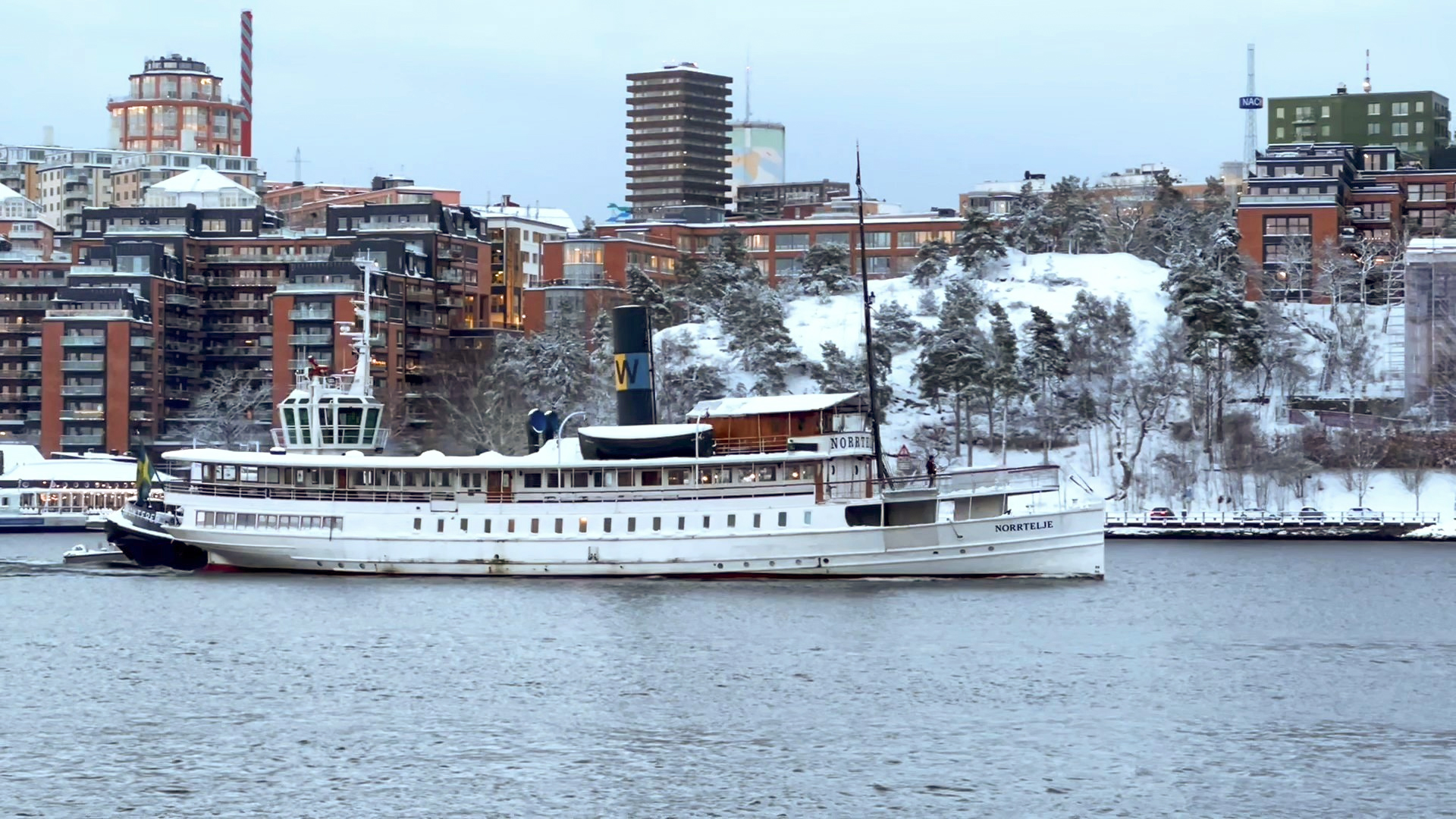
Norrtelje bogseras från Norrtälje till Stockholms Reparationsvarv på Beckholmen i november 2023. I bakgrunden Nacka Strand.
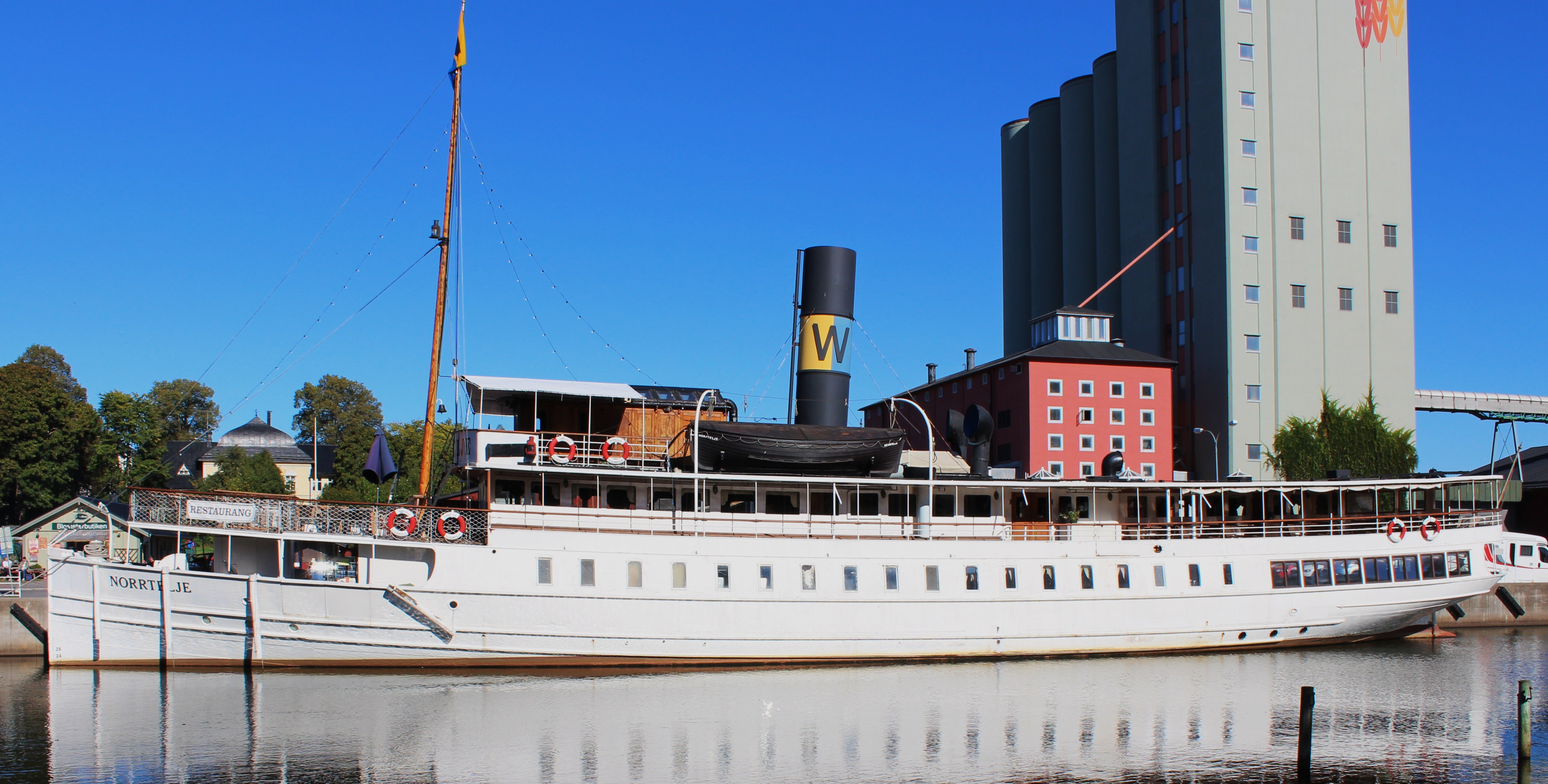
Norrtelje vid sin kajplats i Norrtälje. Norrtelje under bogsering till Beckholmsdockan